# 錫爾弗湖 (印第安納州)
錫爾弗湖（英語：Silver Lake）是一個位於美國印地安納州科西阿斯科縣的城鎮。

## 人口
根據2010年美國人口普查的數據，錫爾弗湖的面積為1.39平方千米，當中陸地面積為1.39平方千米，而水域面積為0.00平方千米。當地共有人口915人，而人口密度為每平方千米658人。